# Тунгуда (станция)
Ту́нгуда — станция (тип населённого пункта) в составе Летнереченского сельского поселения Беломорского района Республики Карелия.

## География
Расположен в северо-восточной части Карелии, по берегу Беломорско-Балтийского канала, на 733 км перегона Сегежа—Беломорск.

### Климат
Находится на территории, относящейся к районам Крайнего Севера.
Зима длится до двухсот дней, лето не более шестидесяти дней. Средняя температура февраля −11.2 °C, июля +15.9 °C

## История
Посёлок железнодорожников и их семей появился в 1916 году.

## Население
| 2002 | 2010 | 2013 |
| ---- | ---- | ---- |
| 3    | ↘1   | ↘0   |

## Инфраструктура
Путевое хозяйство Петрозаводского региона Октябрьской железной дороги. Действует железнодорожная станция Тунгуда на линии «Петрозаводск — Беломорск».

## Транспорт
Автомобильный, водный и железнодорожный транспорт.